# أمنان (اسم)
أَمْنَان هو اسم علم مذكر من أصل عربي، ومعناه هو الواثق في الشخص المطمئن إليه والسالم من الشر والمطمئن غير الخائف.